# Серебряков Леонід Петрович
Леонід Петрович Серебряков (рос. Леонид Петрович Серебряков, 30 травня 1888, місто Самара, Російська імперія — розстріляний 1 лютого 1937, Москва, РРФСР, СРСР) — радянський державний і політичний діяч. Член ВЦВК. Член ЦК РКП(б) (1919—1921). Член Організаційного бюро ЦК РКП(б) з 25 березня до 8 листопада 1919 та з 5 квітня 1920 до 8 березня 1921 року. Секретар ЦК РКП(б) з 5 квітня 1920 до 8 березня 1921 року.

## Життєпис
Народився в багатодітній родині робітника. Два роки навчався в початковому міському училищі.
З 1898 року працював підручним робітником на пивоварному заводі «П. Ведєнєв і Ко» в Уфі.
У 1902—1908 роках — робітник-металіст, токар паровозобудівного заводу Гартмана в Луганську. Розповсюджував нелегальні більшовицькі прокламації.
Член РСДРП з 1905 року.
Учасник революційних подій 1905—1906 років у Луганську, член Луганського комітету РСДРП та член бойової дружини.
У 1908 році заарештований, висланий разом із братом Іваном до Вологодської губернії. На засланні перебував до 1910 року.
З 1910 року вів нелегальну партійну роботу на Донбасі, Баку, Миколаєві, Москві, Самарі, Томську. У 1911 році був заарештований, але невдовзі звільнений.
У 1911 році навчався в партійній школі під Парижем (Франція). Від Миколаївської соціал-демократичної організації обраний делегатом VI (Празької) конференції РСДРП (січень 1912 року), де познайомився з Леніним.
Після повернення з конференції у квітні 1912 року заарештований в місті Самарі та засланий в Якутську губернію. У 1913 році втік і з фальшивими документами перебував в Луганську, Санкт-Петербурзі, Баку, Тифлісі та Сухумі, де продовжив революційну роботу. У 1913—1914 роках — уповноважений ЦК РСДРП у Сухумі. Заарештований на пароплаві під час подорожі до Одеси та повернений на заслання в Нарим. Заслання відбував разом із Яковом Свердловим та Йосипом Сталіним.
У січні 1917 року призваний до російської імператорської армії, служив у запасному полку в Костромі. У лютому 1917 року вивів полк із казарм на підтримку революції: один із організаторів Костромської ради робітничих і солдатських депутатів.
З липня 1917 року працював у Москві, був секретарем Московського комітету РСДРП(б), брав участь у підготовці більшовицького перевороту в жовтні 1917 року. З жовтня 1917 до 1919 року — член Московської ради.
З 20 березня до травня 1918 року — заступник керуючого справами, з травня до серпня 1918 року — керуючий справами Ради народних комісарів Московської області.
19 травня — 19 вересня 1918 року — голова Московського обласного бюро ЦК РКП(б).
З серпня 1918 — член Московського окружного комітету РКП(б).
З 26 серпня 1918 до 22 червня 1919 року — член Президії та керуючий справами Московської ради.
23 березня 1919 — жовтень 1920 року — член Президії ВЦВК. 23 березня — 10 грудня 1919 року — секретар Президії ВЦВК.
27 червня — 10 липня 1919 року — заступник начальника Політичного управління Робітничо-селянської червоної армії (РСЧА).
16 липня 1919 — 10 січня 1920 року — член Революційної військової ради (РВР) Південного фронту РСЧА. 10 січня — 5 лютого 1920 року — член РВР Південно-Західного фронту РСЧА.
У лютому 1920 — 1921 року — заступник начальника Політичного управління Робітничо-селянської червоної армії (РСЧА).
Одночасно, з 6 лютого до 23 квітня 1920 року — член, з 23 квітня до 20 липня 1920 року — заступник голови, а з 20 липня 1920 до 5 лютого 1921 року — голова Головного комітету з проведення загальної трудової повинності при РНК РРФСР. 20 липня 1920 — 5 лютого 1921 року — заступник народного комісара праці РРФСР.
5 квітня 1920 — 8 березня 1921 року — секретар ЦК РКП(б).
24 червня — жовтень 1921 року — голова Південного бюро ВЦРПС.
З листопада 1921 до січня 1922 року — комісар Головного управління шляхів сполучення та член колегії Народного комісаріату шляхів сполучення РРФСР.
9 січня — 28 серпня 1922 року — начальник Політичного управління РСЧА. З 19 квітня до 21 листопада 1922 року — член РВСР.
З лютого 1922 до листопада 1927 року — член колегії Народного комісаріату шляхів сполучення РРФСР.
У травні 1922 — 13 липня 1923 року — 1-й заступник народного комісара шляхів сполучення РРФСР (СРСР).
У 1924—1927 роках — на господарській роботі в системі Народного комісаріату шляхів сполучення СРСР: у 1924—1925 роках — заступник голови правління Китайської Східної залізниці, у 1925—1926 роках — голова центрального комітету із портових справ НКШС СРСР, у 1926—1927 роках — голова комітету реєстру НКШС СРСР, у 1926 році — голова правління державних річкових пароплавств НКШС СРСР, у 1926—1927 роках — голова трансплану НКШС СРСР.
Був одним із лідерів «Лівої опозиції», підписував усі її основні документи, починаючи з «Заяви 46-ти», за що у грудні 1927 року, на XV з'їзді ВКП(б), серед 75 «активних діячів троцькістської опозиції» був виключений із ВКП(б).
Перебував у засланні в Семипалатинську, з 1928 до червня 1929 року працював на будівництві Турксибу.
У липні — грудні 1929 року — начальник головного митного управління Народного комісаріату торгівлі СРСР. Одночасно, в липні — листопаді 1929 року — начальник транспортного управління Народного комісаріату торгівлі СРСР.
З січня 1930 до липня 1931 року — член колегії Народного комісаріату шляхів сполучення СРСР.
У січні 1930 року поновлений в членах ВКП(б).
У січні 1930 — 3 серпня 1935 року — начальник Центрального управління шосейних доріг та автомобільного транспорту НКШС СРСР (при РНК СРСР).
3 серпня 1935 — 17 серпня 1936 року — 1-й заступник начальника Центрального управління шосейних доріг та автомобільного транспорту при РНК СРСР (з 4 березня 1936 року — Головного управління шосейних доріг НКВС СРСР).
17 серпня 1936 року заарештований органами НКВС та виключений із партії. Військовою колегією Верховного суду СРСР 30 січня 1937 року засуджений до розстрілу, вирок виконано 1 лютого 1937 року.
Реабілітований Пленумом Верховного суду СРСР 4 грудня 1986 року, 10 червня 1987 року рішенням КПК при ЦК КПРС відновлений в партії.